# ثورة شتينز

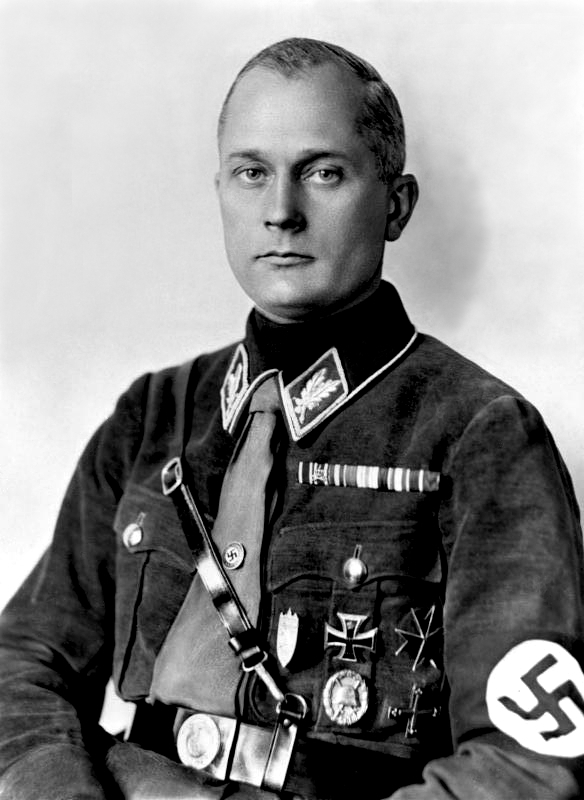
والتر ستينز

ثورة ستينس ثورة داخل الحزب النازي في 1930-1931 بقيادة والتر ستينيس (1895-1983)، قائد برلين في ستورمابتيلونج، وقوات العاصفة النازية «القمصان البنية». نشأت الثورة من التوترات الداخلية والنزاعات داخل الحزب النازي في ألمانيا، وخاصة بين منظمة الحزب ومقرها في ميونيخ وأدولف هتلر من جهة، وقوات العاصفة وقيادتها من جهة أخرى، هناك بعض الأدلة على أن ستينز قد دفع من المستشار الألماني هاينريش برونينج، بهدف إحداث صراع داخل الحركة النازية.

## خلفية
كان دور وهدف كتيبة العاصفة في الاشتراكية القومية لا يزال غير واضح في عام 1930. اعتبر هتلر كتيبة العاصفة بأنها تخدم أغراض سياسية بحتة، وهي هيئة تابعة وظيفتها تعزيز التوسع النازي والتنمية. كانت الوظائف المناسبة لـ كتيبة العاصفة، من وجهة نظر هتلر، هي مهام سياسية مثل حماية الاجتماعات النازية من تعطيل المتظاهرين، وتعطيل اجتماعات خصوم النازيين، وتوزيع الدعاية والتجنيد والمسيرة في الشوارع للدعاية من خلال إظهار الدعم للقضية النازية والحملات السياسية والشجار مع الشيوعيين في الشوارع. لم يحدد دور كتيبة العاصفة كمنظمة عسكرية أو شبه عسكرية.
كان لدى الكثيرين في كتيبة العاصفة نفسها - بما في ذلك القيادة - وجهة نظر معاكسة وأكثر مجيدة لدور الرابطة. بالنسبة لهم، كانت كتيبة العاصفة منظمة عسكرية ناشئة: الأساس للجيش كبير مستقبلي على النموذج النابليوني، وهو الجيش الذي- من الناحية المثالية- يمتص الرايخسوير ويحل محل مفاهيم بروسية قديمة التي عفا عليها الزمن مع أخذ النازية كمثال «حديث».